# Matthew Lowton
Matthew John Lowton (Chesterfield, 9 giugno 1989) è un calciatore inglese, difensore del Precision.

## Statistiche

### Presenze e reti nei club
Statistiche aggiornate al 10 aprile 2020.
| Stagione                | Squadra                 | Campionato              | Campionato | Campionato | Coppe nazionali | Coppe nazionali | Coppe nazionali | Coppe continentali | Coppe continentali | Coppe continentali | Altre coppe | Altre coppe | Altre coppe | Totale | Totale |
| Stagione                | Squadra                 | Comp                    | Pres       | Reti       | Comp            | Pres            | Reti            | Comp               | Pres               | Reti               | Comp        | Pres        | Reti        | Pres   | Reti   |
| ----------------------- | ----------------------- | ----------------------- | ---------- | ---------- | --------------- | --------------- | --------------- | ------------------ | ------------------ | ------------------ | ----------- | ----------- | ----------- | ------ | ------ |
| ago.-nov. 2009          | Ferencvárosi            | NB1                     | 5          | 0          | -               | -               | -               | -                  | -                  | -                  | -           | -           | -           | 5      | 0      |
| nov. 2009-2010          | Sheffield United        | FLC                     | 2          | 0          | FACup+CdL       | 0+0             | 0               | -                  | -                  | -                  | -           | -           | -           | 2      | 0      |
| 2010-2011               | Sheffield United        | FLC                     | 32         | 4          | FACup+CdL       | 0+0             | 0               | -                  | -                  | -                  | -           | -           | -           | 32     | 4      |
| 2011-2012               | Sheffield United        | FL1                     | 44+3       | 6+0        | FACup+CdL       | 3+2             | 0               | -                  | -                  | -                  | FLT         | 3           | 0           | 10     | -11    |
| Totale Sheffield United | Totale Sheffield United | Totale Sheffield United | 78+3       | 10+0       |                 | 5               | 0               |                    | -                  | -                  |             | 3           | 0           | 89     | 10     |
| 2012-2013               | Aston Villa             | PL                      | 37         | 2          | FACup+CdL       | 1+6             | 0               | -                  | -                  | -                  | -           | -           | -           | 44     | 2      |
| 2013-2014               | Aston Villa             | PL                      | 23         | 0          | FACup+CdL       | 1+1             | 0               | -                  | -                  | -                  | -           | -           | -           | 25     | 0      |
| 2014-2015               | Aston Villa             | PL                      | 12         | 0          | FACup+CdL       | 1+0             | 0               | -                  | -                  | -                  | -           | -           | -           | 13     | 0      |
| Totale Aston Villa      | Totale Aston Villa      | Totale Aston Villa      | 72         | 2          |                 | 10              | 0               |                    | -                  | -                  |             | -           | -           | 82     | 2      |
| 2015-2016               | Burnley                 | FLC                     | 27         | 1          | FACup+CdL       | 0+0             | 0               | -                  | -                  | -                  | -           | -           | -           | 27     | 1      |
| 2016-2017               | Burnley                 | PL                      | 36         | 0          | FACup+CdL       | 0+0             | 0               | -                  | -                  | -                  | -           | -           | -           | 36     | 0      |
| 2017-2018               | Burnley                 | PL                      | 26         | 0          | FACup+CdL       | 1+0             | 0               | -                  | -                  | -                  | -           | -           | -           | 27     | 0      |
| 2018-2019               | Burnley                 | PL                      | 21         | 0          | FACup+CdL       | 0+1             | 0               | UEL                | 2                  | 0                  | -           | -           | -           | 24     | 0      |
| 2019-2020               | Burnley                 | PL                      | 17         | 0          | FACup+CdL       | 2+1             | 0               | -                  | -                  | -                  | -           | -           | -           | 20     | 0      |
| Totale Burnley          | Totale Burnley          | Totale Burnley          | 127        | 1          |                 | 5               | 0               |                    | 2                  | 0                  |             | -           | -           | 133    | 1      |
| Totale carriera         | Totale carriera         | Totale carriera         | 285        | 13         |                 | 20              | 0               |                    | 2                  | 0                  |             | 3           | 0           | 310    | 13     |

## Palmarès

### Club

#### Competizioni nazionali
- Football League Championship: 1

Burnley: 2015-2016